# 小名浜製錬
小名浜製錬株式会社（おなはませいれん）は、福島県いわき市に製錬所を持ち、銅の受託製錬を行う企業。三菱マテリアルの100%子会社であるが、2023年3月まではDOWAグループと古河機械金属グループも出資していた。

## 沿革
- 1963年（昭和38年） - 会社設立[2]。
- 1965年（昭和40年） - 4月より試験操業、10月より本操業開始[2]。
- 1970年（昭和45年） - 硫酸工場操業開始
- 1993年（平成5年）  - シュレッダーダスト処理開始
- 2007年（平成19年） - S炉操業開始
- 2023年(令和5年)4月1日 - DOWAメタルマイン株式会社（31.621%）と古河メタルリソース株式会社（12.665%）から三菱マテリアルに全株式が譲渡され、三菱マテリアル100%出資子会社となる[3]
- 2023年(令和5年)7月1日 - 本社を東京都千代田区神田司町二丁目2番2号からいわき市小名浜の製錬所所在地に移転[4]

## 主な製品
- 電気銅
- 型銅
- 硫酸
- 石膏
- 硫酸銅
- 粗硫酸ニッケル
- 銅スラグ

## 関連文献
- 田辺精三「小名浜製錬所その最近の操業状況」『日本鉱業会誌』第84巻第963号、日本鉱業会、1968年、723-729頁、doi:10.2473/shigentosozai1953.84.963_723。